# Championnats de France d'athlétisme 1964
Navigation
Championnats 1963 Championnats 1965
Les Championnats de France d'athlétisme 1964 ont eu lieu du 24 au 26 juillet 1964 au Stade Yves-du-Manoir de Colombes. Les épreuves combinées se déroulent les 13 et 14 juin 1964 à Melun.

## Palmarès
| Discipline        | Hommes               | Hommes         | Femmes             | Femmes       |
| ----------------- | -------------------- | -------------- | ------------------ | ------------ |
| 100 m             | Bernard Laidebeur    | 10 s 4         | Danièle Gueneau    | 11 s 7       |
| 200 m             | Jocelyn Delecour     | 20 s 9         | Monique Noirot     | 24 s 4       |
| 400 m             | Jean-Pierre Boccardo | 46 s 7         | Maryvonne Dupureur | 55 s 2       |
| 800 m             | Maurice Lurot        | 1 min 50 s 2   | Maryvonne Dupureur | 2 min 04 s 1 |
| 1 500 m           | Michel Jazy          | 3 min 41 s 5   | -                  | -            |
| 5 000 m           | Jean Fayolle         | 14 min 15 s 6  | -                  | -            |
| 20 km marche      | Henri Delerue        | 1 h 37 min 1 s | -                  | -            |
| 80 m haies        | -                    | -              | Marlène Canguio    | 10 s 9       |
| 110 m haies       | Bernard Fournet      | 14 s 2         | -                  | -            |
| 400 m haies       | Jean-Jacques Behm    | 50 s 8         | -                  | -            |
| 3 000 m steeple   | Guy Texereau         | 8 min 45 s 4   | -                  | -            |
| Saut en longueur  | Jean Cochard         | 7,82 m         | Claude Bouix       | 6,15 m       |
| Triple saut       | Eric Battista        | 15,64 m        | -                  | -            |
| Saut en hauteur   | Robert Sainte-Rose   | 2,04 m         | Denise Guénard     | 1,62 m       |
| Saut à la perche  | Alain Moreaux        | 4,50 m         | -                  | -            |
| Lancer du poids   | André Godard         | 17,26 m        | Christiane Nuss    | 13,00 m      |
| Lancer du disque  | Pierre Alard         | 53,79 m        | Marthe Bretelle    | 43,55 m      |
| Lancer du marteau | Guy Husson           | 63,26 m        | -                  | -            |
| Lancer du javelot | Michel Macquet       | 77,50 m        | Michèle Demys      | 48,92 m      |
| Décathlon         | René-Jean Monneret   | 6 345 pts      | -                  | -            |
| Pentathlon        | -                    | -              | Denise Guénard     | 4 326 pts    |